# 祁承煃
祁承煃（1573年—？），字爾文，號越觀，浙江紹興府山陰縣匠籍，明朝政治人物。

## 生平
山陰縣學附學生，習《易经》，萬曆十九年（1591年）辛卯科浙江鄉試第七名舉人。

## 家族
曾祖祁錦，贈中宪大夫按察司副使；祖父祁清，陕西布政使，加贈通奉大夫正治卿；父祁汝杰，庠生。母劉氏。本生父祁汝東，見任鶴慶府知府；本生嫡母王氏，封孺人贈宜人；母孫氏。重庆下。兄祁承煇（國子生）、祁承美（庠生）、祁承㸁（甲辰進士）、祁承勳、祁承文（庠生）。弟祁承[火鼎]、祁承烶。

## 引用
1. ↑  （明）张朝瑞. . 《续修四库全书》史部第828册.
2. ↑  鲁小俊，江俊伟著. . 武汉：武汉大学出版社. 2009. ISBN 978-7-307-07043-1.
3. ↑  龚延明主编. . 宁波: 宁波出版社. 2016. ISBN 978-7-5526-2320-8. 《天一閣藏明代科舉錄選刊.登科錄》之《浙江辛卯科同年序齿录》

- 《山阴县志》
- 《浙江通志》
- 《浙江辛卯科同年序齿録》